# Vierzehn Nothelfer (Möningerberg)

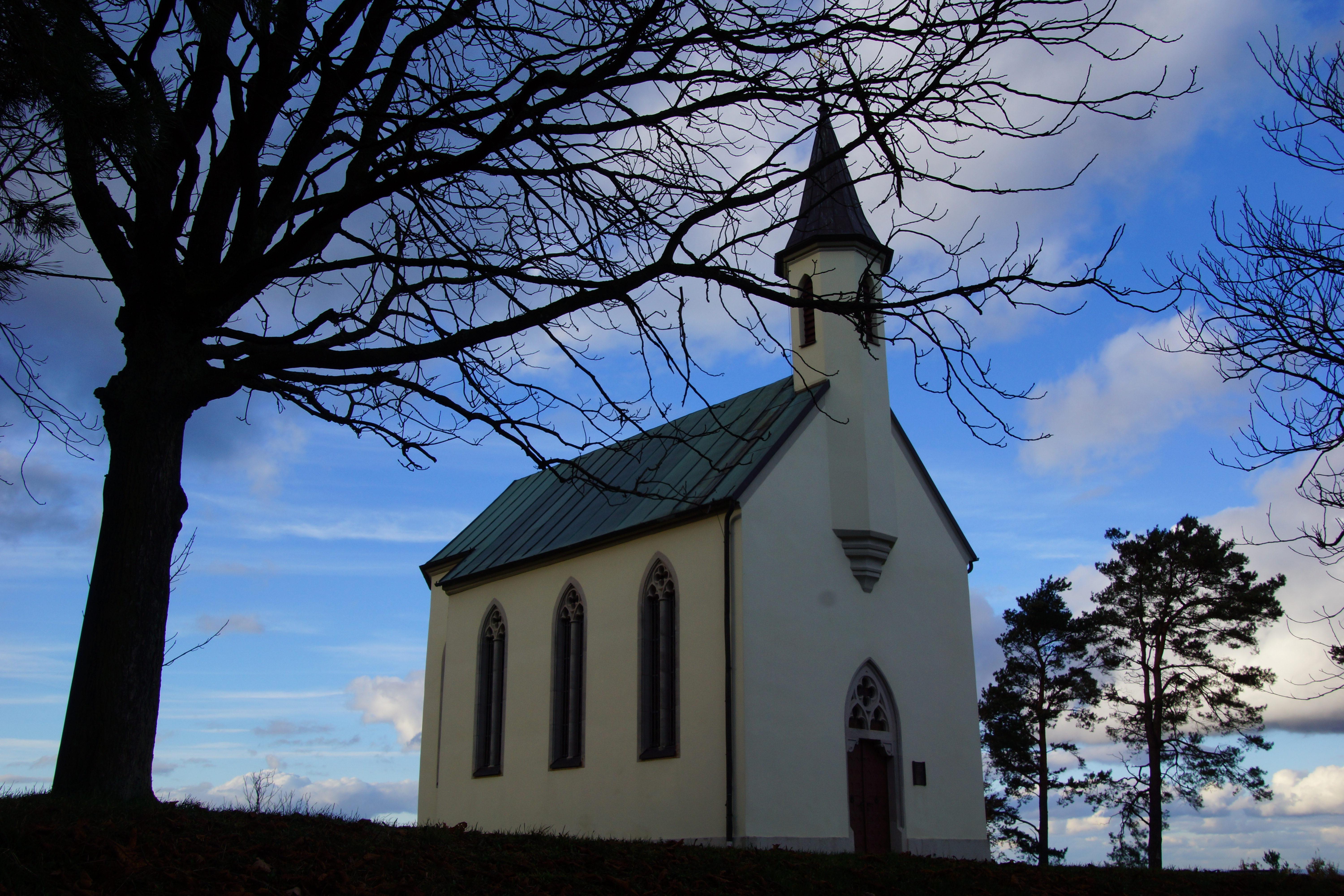
Vierzehn-Nothelfer-Kapelle

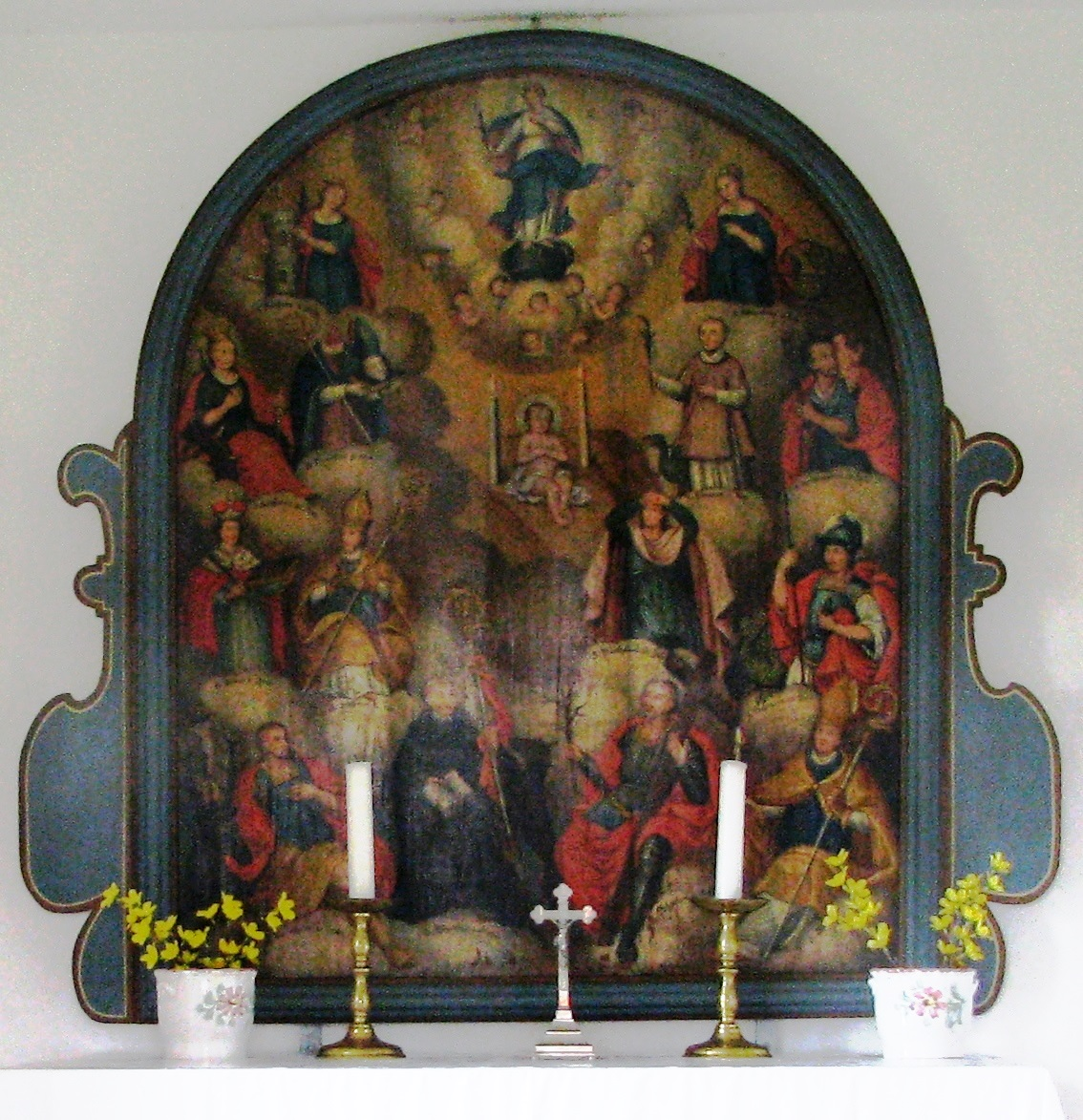
Altarbild der Gottesmutter, des Jesuskindes und der vierzehn Nothelfer von 1794

Die Wallfahrtskirche Vierzehn Nothelfer steht in Möningerberg, einem Gemeindeteil der Stadt Freystadt im Landkreis Neumarkt in der Oberpfalz. Die Kirche gehört zum Bistum Eichstätt. Das Bauwerk ist unter der Denkmalnummer D-3-73-126-90 als Baudenkmal in die Bayerische Denkmalliste eingetragen.

## Geschichte
Der Möninger Berg hatte schon in vorgeschichtlicher Zeit und bis ins Mittelalter strategische und kultische Bedeutung. Es gab dort eine Ritterburg und im 15. und 16. Jahrhundert ein Franziskanerkloster. Nach dem Dreißigjährigen Krieg war dort Wildnis.
1794 brachte der Bauer Ägidius Wolf ein Bild der Gottesmutter, des Jesuskindes und der vierzehn Nothelfer von einer Wallfahrt mit und begann für dieses Bild auf dem Möninger Berg einen Kapellenbau. Er und seine Nachkommen unterhielten die Kapelle und bauten 80 Jahre lang daran weiter. Die heutige neugotische Gestalt erhielt sie 1884. Am 24. August 1885 wurde sie geweiht. Alljährlich am letzten Augustsonntag wird bis heute das Möninger Bergfest als Wallfahrt zu den vierzehn Nothelfern begangen.

## Beschreibung
Die neugotische Kapelle besteht aus einem Langhaus und einem eingezogenen, dreiseitig geschlossenen Chor im Westen. Im Giebel im Westen ist ein achteckiger, mit einem spitzen Helm bedeckter Dachreiter eingestellt, der auf Konsolen ruht und der den Glockenstuhl beherbergt.